# Bukarestbibeln
Bukarestbibeln (rumänska: Biblia de la București), också kallad Cantacuzinobibeln, är en översättning av Bibeln till rumänska med kyrilliska bokstäver (se kyrkslaviska i Rumänien).
Den är även den första fullständiga rumänska bibelöversättningen.

## Historik
Bukarestbibeln utgavs år 1688. Skapandet av översättningen initierades av Şerban Cantacuzino och slutfördes av Constantin Brâncoveanu.
Tryckningen pågick mellan den 5 november 1687 och den 10 november 1688.
När Rumänien styrdes av kommunistregimen (1947-1989) förstördes många exemplar av översättningen, vilket har lett till att endast ett fåtal finns kvar.
År 1988 släppte den Rumänsk-ortodoxa kyrkan bibeln på nytt, i samband med att det hade gått 300 år sedan den ursprungliga bibeln utgavs.
2023 blev ett exemplar sålt på auktion för 36 250 euro.